# Pteropus
Pteropus Erxleben, 1777 è un genere di pipistrelli della famiglia degli Pteropodidi comunemente noti come volpi volanti. 

## Descrizione

### Dimensioni
Il genere Pteropus comprende le specie di pipistrelli più grandi del pianeta. La lunghezza dell'avambraccio va dagli 86 mm di P. personatus ai 220 mm di P. vampyrus. Quest'ultima specie può avere una apertura alare di circa 1,8 m. Alcune specie possono raggiungere un peso di 1,6 Kg.

### Caratteristiche craniche e dentarie
Il cranio presenta ossa pre-mascellari non fuse ma in semplice contatto, la parte occipitale tubulare e distintamente deflessa. Le bolle timpaniche sono ridotte. Gli incisivi superiori sono disposti in una fila leggermente curva tra i canini, i quali sono semplici. Gli incisivi inferiori sono leggermente separati tra loro.
Sono caratterizzati dalla seguente formula dentaria:

### Aspetto
La pelliccia può essere estremamente corta e rada oppure lunga e folta. Il colore generale del corpo può variare dal bianco argentato al nero. È sempre presente una parte della pelliccia sulle spalle, chiamata "mantello", di colore differente dal dorso, e generalmente più brillante. Alcune specie sono caratterizzate da maschere facciali. Il muso è lungo ed affusolato, gli occhi sono grandi. Le orecchie possono essere piccole e parzialmente nascoste nella pelliccia oppure lunghe ed appuntite. Il secondo dito della mano è sempre provvisto di un artiglio, mentre le membrane alari sono attaccate posteriormente al secondo dito del piede. L'uropatagio è scarsamente sviluppato nella maggior parte delle specie. È privo di coda, mentre il calcar è ben sviluppato.

## Distribuzione
Il genere è diffuso nel Madagascar, in diverse isole dell'Oceano Indiano occidentale e in Asia dal Subcontinente indiano attraverso l'Indocina, l'Indonesia, le Filippine, le Isole Ryukyu fino all'Australia ed a est in Melanesia e nella Polinesia fino alle Isole Cook.

## Tassonomia

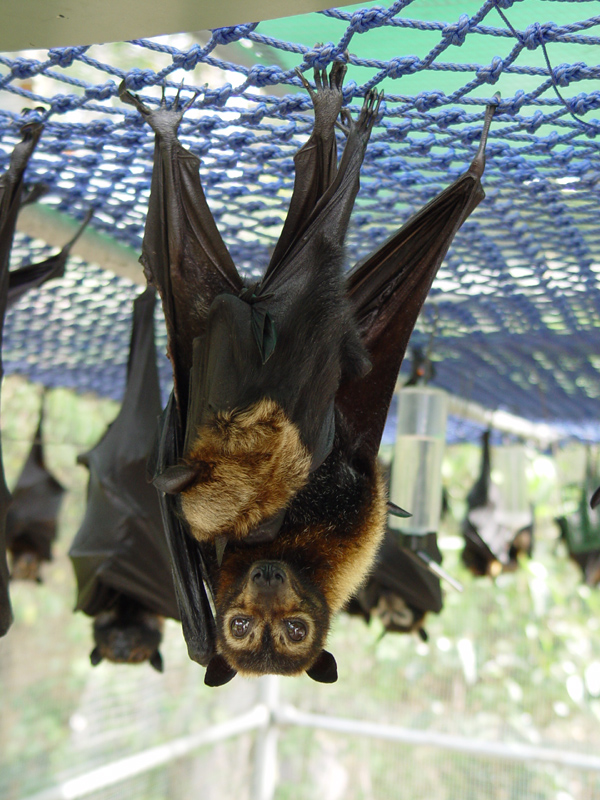
Pteropus conspicillatus

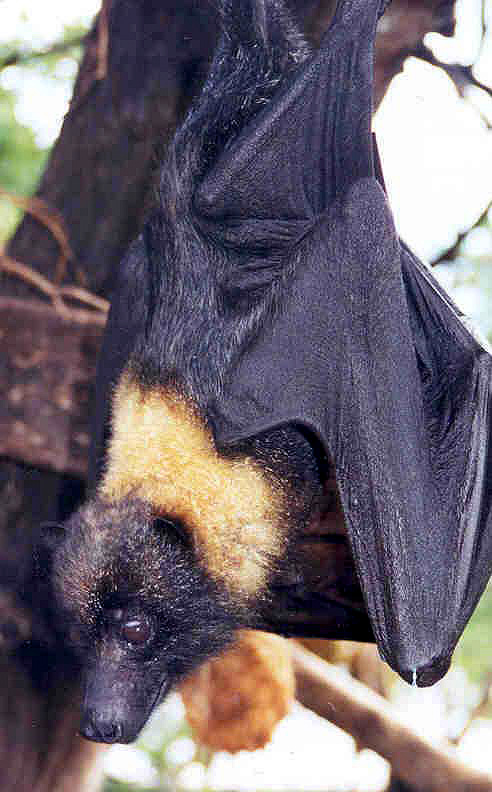
Pteropus mariannus

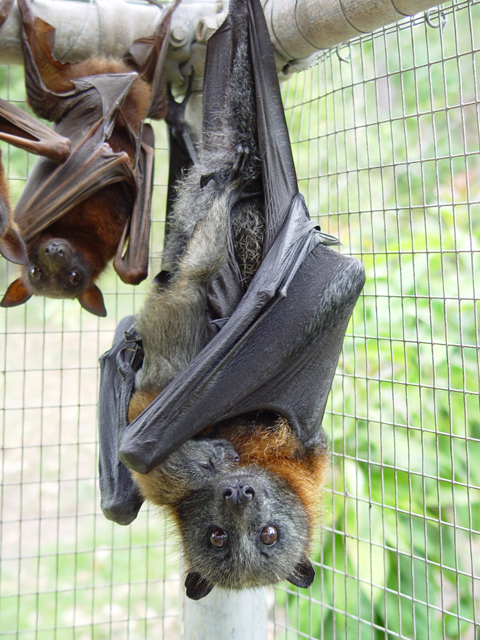
Pteropus poliocephalus

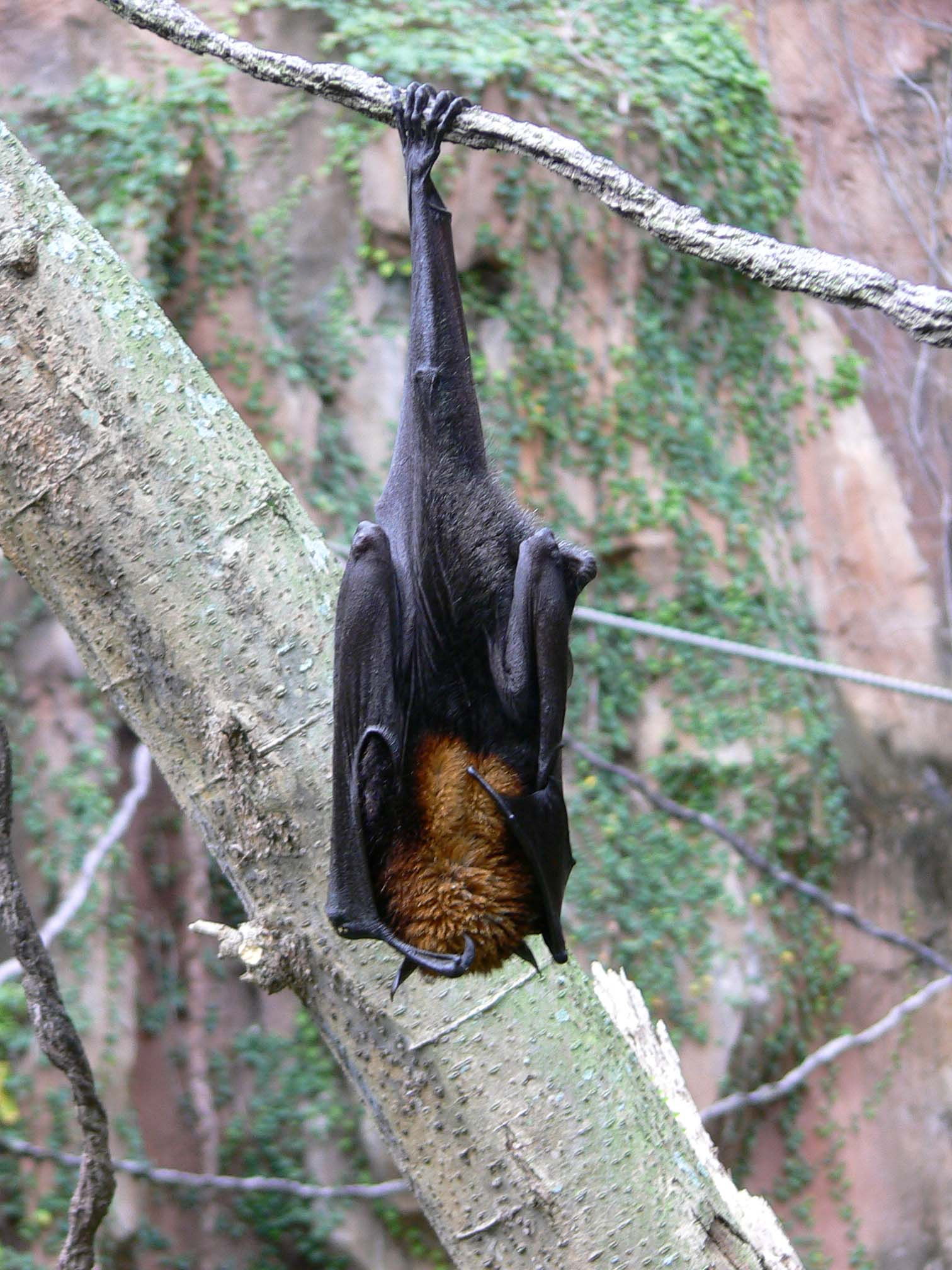
Pteropus vampyrus

Il genere Pteropus è stato suddiviso da Andersen in funzione delle caratteristiche dentarie e morfologiche nei seguenti gruppi:
- Premolari con un ripiano basale posteriore.
  - Muso allungato.
    - Pteropus hypomelanus group
      - Pteropus admiralitatum - volpe volante dell'Ammiragliato
      - Pteropus brunneus † - volpe volante bruna
      - Pteropus dasymallus - volpe volante delle Ryukyu
      - Pteropus faunulus - volpe volante delle Nicobare
      - Pteropus griseus - volpe volante grigia
      - Pteropus howensis - volpe volante di Ontong Java
      - Pteropus hypomelanus - volpe volante variabile
      - Pteropus ornatus - volpe volante ornata
      - Pteropus speciosus - volpe volante grigia delle Filippine
      - Pteropus subniger † - volpe volante delle mascarene minore

    - Pteropus mariannus group
      - Pteropus loochoensis - volpe volante di Okinawa
      - Pteropus mariannus - volpe volante delle isole Marianne
      - Pteropus pelewensis - volpe volante di Belau
      - Pteropus tonganus - volpe volante del Pacifico
      - Pteropus ualanus - volpe volante di Kosrae
      - Pteropus yapensis - volpe volante di Yap

    - Pteropus caniceps group
      - Pteropus caniceps - volpe volante dalla testa cinerina

    - Pteropus rufus group
      - Pteropus aldabrensis - volpe volante di Aldabra
      - Pteropus niger - volpe volante delle mascarene maggiore
      - Pteropus rufus - volpe volante del Madagascar
      - Pteropus seychellensis - volpe volante delle Seychelles
      - Pteropus voeltzkowi - volpe volante di Pemba

    - Pteropus melanotus group
      - Pteropus melanotus - volpe volante dalle orecchie nere

    - Pteropus melanopogon group
      - Pteropus aruensis - volpe volante delle isole Aru
      - Pteropus keyensis - volpe volante delle Kai
      - Pteropus livingstonii - volpe volante di Livingstone
      - Pteropus melanopogon - volpe volante dalla barba nera

  - Muso accorciato.
    - Pteropus rayneri group
      - Pteropus chrysoproctus - volpe volante delle Molucche
      - Pteropus cognatus - volpe volante di Makira
      - Pteropus rayneri - volpe volante delle Salomone
      - Pteropus rennelli - volpe volante di Rennell

    - Pteropus lombocensis group
      - Pteropus lombocensis - volpe volante di Lombok
      - Pteropus molossinus - volpe volante di Pohnpei
      - Pteropus rodricensis  - volpe volante di Rodrigues

    - Pteropus samoensis group
      - Pteropus anetianus - volpe volante bianca
      - Pteropus coxi † - volpe volante di Cox
      - Pteropus samoensis - volpe volante delle Samoa

    - Pteropus pselaphon group
      - Pteropus allenorum † - volpe volante degli Allen
      - Pteropus fundatus - volpe volante delle Banks
      - Pteropus pelagicus - volpe volante di Chuuk
      - Pteropus nitendiensis - volpe volante di Temotu
      - Pteropus pilosus † - volpe volante maggiore di Belau
      - Pteropus pselaphon - volpe volante delle Bonin
      - Pteropus tokudae † - volpe volante di Guam
      - Pteropus tuberculatus - volpe volante di Vanikolo
      - Pteropus vetulus - volpe volante della Nuova Caledonia

    - Pteropus temminckii group
      - Pteropus capistratus - volpe volante mascherata delle Bismarck
      - Pteropus personatus - volpe volante mascherata delle Molucche
      - Pteropus pumilus - piccola volpe volante dal mantello dorato
      - Pteropus temminckii - volpe volante di Temminck
- Premolari senza un ripiano basale posteriore.
  - Denti masticatori di dimensioni normali.
    - Pteropus vampyrus group
      - Pteropus giganteus - volpe volante indiana
      - Pteropus intermedius - volpe volante di Andersen
      - Pteropus lylei - volpe volante di Lyle
      - Pteropus vampyrus - volpe volante malese

    - Pteropus alecto group
      - Pteropus alecto - volpe volante nera

    - Pteropus conspicillatus group
      - Pteropus conspicillatus - volpe volante dagli occhiali
      - Pteropus ocularis - volpe volante dagli occhiali di Seram

    - Pteropus neohibernicus group
      - Pteropus neohibernicus - volpe volante delle Bismarck

    - Pteropus macrotis group
      - Pteropus macrotis - volpe volante dalle orecchie grandi
      - Pteropus pohlei - volpe volante della Baia di Geelvink
      - Pteropus poliocephalus - volpe volante dalla testa grigia

  - Denti masticatori di dimensioni ridotte.
    - Pteropus scapulatus group
      - Pteropus gilliardorum - volpe volante dei Gilliard
      - Pteropus mahaganus - volpe volante di Sanborn
      - Pteropus scapulatus - piccola volpe volante rossa
      - Pteropus woodfordi - volpe volante nana

Studi filogenetici hanno evidenziato una differente classificazione strutturata su diverse cladi, tra le quali la più primitiva include le forme con una dentatura notevolmente ridotta, e la possibilità che Pteropus personatus sia talmente distante geneticamente da appartenere ad un genere a sé stante, imparentato con gli altri Pteropodidi con una maschera facciale come Styloctenium e Neopteryx.